# Atalante (bande dessinée)
Pour les articles homonymes, voir Atalante (homonymie).
Atalante : La Légende est une série de bande dessinée d’heroic fantasy et mythologique du Belge Crisse publiée par la maison d'édition française Soleil depuis 1999. Grey remplace Crisse au dessin à partir du sixième tome.
Crisse a également écrit deux volumes de la série dérivée Atalante : L’Odyssée, dessinés par Evana et publiés en 2014-2015.

## Synopsis
Atalante a grandi dans la forêt du mont Pélion, qu’elle a quittée pour exaucer son souhait le plus cher : rejoindre les Amazones en Cappadoce, parmi lesquelles elle pense trouver sa place. Dans cette quête, elle rejoint Jason et l’équipage de l’Argo, faisant voile pour récupérer la mythique Toison d'or.

## Les personnages
- Atalante : la fille de Clymène et de Iasos, roi du Péloponnèse. Ce dernier la rejette, souhaitant un enfant mâle comme descendant. Elle est sauvée par trois déesses qui décident de lui offrir des dons : vivacité et robustesse de la part d'Artémis, beauté et séduction de la part d'Aphrodite, vitesse et caractère bien trempé de la part d'Hécate. Héra lui fera don, de par sa jalousie excessive, d'une malédiction si Atalante venait à s'unir charnellement à quiconque. Elle fut recueillie d'abord par les habitants de la forêt du Pélion. À 10 ans, elle est enlevée par des chasseurs qui l'élèvent jusqu'à sa majorité. Elle rejoint Jason et l'Argos afin de rencontrer le peuple des Amazones, auprès de qui elle espère trouver sa place.

- Pyros : un faune de la forêt du Pélion. C'est lui qui propose à ses habitants de recueillir Atalante parmi eux. Lorsque le Pélion est envahi par les Centaures, il décide de quitter la forêt pour retrouver Atalante, mais il est capturé par Sargon. Ce dernier doit amener un mât consacré par Athéna à Jason. Pyros est libéré par Atalante en échange du sauvetage de Chiron et depuis, il la suit sur l'Argos.

- Jason : le fils de Polymédé et d'Aeson, souverain d'Iolcos. Ses parents furent tués et son trône fut pris par Pélias, son oncle, alors qu'il était encore nourrisson. Il fut recueilli par le Centaure Chiron. À l'âge adulte, il part pour Iolcos réclamer son trône. Pélias le met au défi de lui ramener la Toison d'or, un puissant artefact. Il prend alors le commandement de l'Argos.

- Les Argonautes : les cinquante membres d'équipage de l'Argo, en route vers la Colchide et la Toison d'or. Parmi eux sont cités dans la série Héraclès, Méléagre, Acaste, les Boréades Calaïs et Zétès, Mopsos, Tiphys, Argos, Orphée et Astérion.

- Les divinités de l’Olympe : présentées avec leur côté humain (Hécate, Aphrodite, Artémis, Héra, Athéna et Poséïdon).

## Albums

### Série principale
- Crisse, Atalante, Soleil :

1. Le Pacte, 2000  (ISBN 2-87764-938-5)[2].
2. Nautiliaa, 2002  (ISBN 2-84565-159-7).
3. Les Mystères de Samothrace, 2003  (ISBN 2-84565-689-0). Note : La série est sous-titrée La Légende à partir de ce volume.
4. L'Envol des Boréades, 2009  (ISBN 978-2-302-00366-8).
5. Calaïs et Zétès, 2012  (ISBN 978-2-302-02704-6).

- Crisse (scénario) et Grey (dessin), Atalante : La Légende, Soleil :

1. Le Labyrinthe d'Hadès, 2013 (ISBN 978-2-302-03635-2).
2. Le Dernier des Grands Anciens, 2014  (ISBN 978-2-302-04309-1).
3. Les Taureaux de Colchide, 2015  (ISBN 978-2-302-04860-7).
4. Le Secret d'Héraclès, 2016  (ISBN 978-2-302-05579-7).
5. Les Hordes de Sargon, 2017  (ISBN 978-2-302-06512-3).
6. Retour aux sources, 2019  (ISBN 978-2-302-07295-4).
7. Le Sanglier de Calydon, 2021 (ISBN 978-2-302-08969-3).
8. Dernière course, 2023 (ISBN 978-2-302-09117-7).

- Atalante : La Légende : Intégrale, Soleil :

1. Intégrale 1, Soleil  (ISBN 978-2-302-02520-2). Contient les cinq premiers albums et un cahier graphique de 8 pages.
2. Intégrale 2, Soleil  (ISBN 978-2-302-09137-5). Contient les albums 6 à 10.

### Hors-série et série dérivée
- Collectif, Les Amis d'Atalante, Soleil, 2003  (ISBN 2-84565-682-3). Album offert par les librairies pour l'achat de trois albums signés Crisse.
- Crisse (scénario) et Evana (dessin), Atalante : L'Odyssée, Soleil :

1. Ramsès l'intrépide, 2014  (ISBN 978-2-302-03712-0).
2. La Première Course, 2015  (ISBN 978-2-302-04370-1).